# Grom (dron)
Grom (ros. «Гром») – rosyjski dron uderzeniowy opracowany przez firmę Kronsztadt.

## Historia
Firma Kronsztadt (ros. Кронштадт) opracowała konstrukcję, która ma za zadanie obezwładnienie naziemnej obrony przeciwlotniczej przeciwnika. Wykrywa środki obrony przeciwlotniczej i następnie atakuje je za pomocą przenoszonego uzbrojenia lub z wykorzystaniem towarzyszącego mu roju dziesięciu dronów Błyskawica (ros. «Молния»). Następnie dron wycofuje się otwierając drogę lotnictwu frontowemu i samolotom Su-57 i Su-34 oraz towarzyszącym im dronom S-70 Ochotnik.
Dron może przenosić na czterech punktach podwieszenia standardowe wyposażenie lotnicze, m.in. bomby KAB-250LG i KAB-500S. Na jego potrzeby opracowano również naprowadzany laserowo pocisk powietrze-ziemia Ch-38ML, który może być uzbrajany w cztery rodzaje głowic, w tym odłamkowo-burzące i penetrujące.
Do napędu drona przewidziany jest silnik turboodrzutowy AI-222-25, stosowany w samolocie szkolno-treningowym Jak-130. W konstrukcji Groma zastosowano technologie stealth zmniejszające jego sygnaturę radarową. Konstruktorzy przewidują, że Grom może być częścią systemu walki kierowanego z latającego stanowiska dowodzenia umiejscowionego na pokładzie Tu-214R.
Pierwsza publiczna prezentacja pełnowymiarowej makiety drona miała miejsce podczas wystawy Armia-2020.